# 스틱 슬립 현상

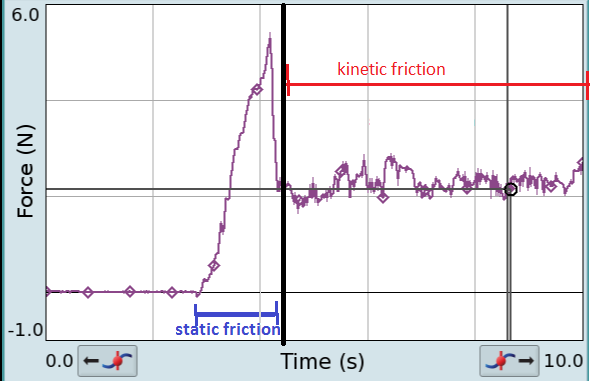
스틱 슬립 현상을 시뮬레이션으로 구현한 모습. 가해지는 힘이 세지는 동안 멈춰 있다가 어느 순간 갑자기 미끄러지며 확 움직이는 모습을 보인다.

스틱 슬립 현상(Stick-slip phenomenon) 혹은 단순히 스틱 슬립(Stick-slip)은 서로 맞닿은 두 물체가 미끄러지다가 한쪽이 갑자기 확 움직이는 현상을 의미한다.
현재까지는 마찰 현상에 대한 이해 부족으로 스틱 슬립 현상이 왜 일어나는지에 대한 명확한 설명이 없다. 보통 스틱 슬립 현상은 열 변동의 영향을 받는, 잘 고정되는 지역인 핀(스틱)과 잘 미끄러지는 지역인 언핀(슬립)이 걸렸다가 풀어지는 현상인 통상 포논 모드 때문이라고 설명한다. 하지만 슬립 스틱 현상은 원자 단위에서 판 구조론의 지각까지 이르는 광범위한 길이 척도에서 발생하기 때문에 이 모두를 포괄하는 설명은 아직 존재하지 않는다.
대표적으로 스틱 슬립 현상을 볼 수 있는 곳은 지각과 지진 현상이다. 서로 맞닿은 두 암반이 응력을 받아 고정되어 있다가 순간 암반이 움직이는 스틱 슬립 현상이 발생하면 이 때 지진 에너지가 방출된다.

## 참고 문헌
- Zypman, F. R.; Ferrante, J.; Jansen, M.; Scanlon, K.; Abel, P. (2003), “Evidence of self-organized criticality in dry sliding friction”, 《Journal of Physics: Condensed Matter》 15 (12): L191, doi:10.1088/0953-8984/15/12/101